# Санны (племя)
Санны (греч. Σαννος, поздн. Τςαννοι или Τιαννιχη) — древнее западногрузинское племя. Согласно сообщениям Страбона (I век до н. э. — I век н. э.), Плиния Старшего (I век н. э.), Флавия Арриана (II век н. э.) и других авторов, они проживали вблизи города Трапезунд. В I веке до н. э. — II веке н. э. они достигали на северо-востоке реки Оф. Кроме прибрежной полосы между Трапезундом и Офом, область их расселения охватывала также близлежащие горные районы. Плиний связывает саннов, населявших область Трапезунда, с гениохами. Тот же автор упоминает саннов и в другом районе побережья Колхиды — в окрестностях реки Циви.
В научной литературе до конца не установлено, какое фонетическое значение вкладывали греко-римские авторы в приставку «санн-». По мнению некоторых исследователей (например, С. Каухчишвили), форма греч. Σάννοί представляет собой попытку греческой передачи имени «чан» или его варианта. Другие, как А. Чикобава, считают, что «санны» — это то же, что и общее племенное название мегрелов — «заны». С. Джанашия полагал, что в греко-римском «санн» начальный звук следует читать как «с», и что исходной формой является именно «санны», от которого позднее сформировались племенные названия северных колхов — «заны», и южных — «чаны».
Византийские авторы (Прокопий Кесарийский) уже передают начальный звук в виде буквосочетания «Τξ» (то есть греч. Τξάνοί — чаны). Некоторые византийцы считали, что «Τξάνοί» — это простонародная форма от «санны». По свидетельству Евстафия Солунского, название «санны» было живым даже в XII веке. Согласно сообщениям Ипполита Римского (III век) и Евсевия Кесарийского (IV век), «санны» — это то же, что «саники» (или саниги). По передаче Феодорита Кирского (V век), санны были отдельным племенем, отличным от лазов. В I веках н. э. санны, жившие близ Трапезунда, не имели собственного царя; начиная с I века до н. э. они платили дань Римлянам, однако не мирились с тяжёлым налоговым бременем и сопротивлялись. Чтобы избежать римских репрессий и экономического давления, санны были вынуждены покинуть прибрежные районы и искать убежища в труднодоступных горных местностях. В VI веке Прокопий Кесарийский упоминает их в верховьях реки Боас (приток Чороха), за восточной частью Понтийского хребта.